# Кристоф Зигмунд фон Зекендорф
Кристоф Зигмунд фон Зекендорф (на немски: Christoph Sigmund Freiherr von Seckendorff; * 11 октомври 1629; † 22 юли 1710 в Зугенхайм в Бавария) е фрайхер от франкския род фон Зекендорф от линията „Абердар“, която и днес е успешна.
Той е най-малкият син (от седем деца) на Георг Албрехт фон Зекендорф Абердар (* 10 декември 1594; † 30 април 1632) и съпругата му Катарина Урсула фон Крайлсхайм (* 10 март 1600, Хорнберг; † 21 февруари 1661, Ягстхаузен), дъщеря на Йохан Филип фон Крайлсхайм (1557 – 1627) и първата му съпруга Хелена фон Лентерсхайм († 1607). Внук е на Ханс Георг фон Зекендорф Абердар (1565 – 1598) и Бригита фон Розенберг († 1620). Майка му Катарина Урсула фон Крайлсхайм се жени втори път 1633 г. в Росах за Йохан Райнхард фон Берлихинген († 1654).
Потомък е на Хайнрих фон Зекендорф (* пр. 21 март 1254) и Лудвиг фон Зекендорф (1259 – 1290), чийто най-голям син рицар Конрад се нарича Абердар фон Зекендорф (1306 – 1353).

## Фамилия
Кристоф Зигмунд фон Зекендорф се жени за Мария Барбара Рюд фон Коленберг (* 1627; † 24 март 1655). Те имат два сина:
- Йохан Филип фон Зекендорф Абердар (* 17 април 1652; † 28 август 1723, Ротенбург о.д.Т.), женен за Катарина Мехтилда фон Лойбелфинг (* 1648; † 8 септември 1708); имат шест деца
- Хайнрих Албрехт фон Зекендорф Абердар (* 16 март 1653; † 1694, Дюнкирхен)

Кристоф Зигмунд фон Зекендорф се жени втори път на 11 септември 1659 г. за Анна Маргарета Магдалена фон Айб (* 16 август 1636, Дьорцбах; † 22 декември 1660), дъщеря на Ханс Кристоф фон Айб (1597 – 1675) и Мария Кхристина фон Айб (1603 – 1679). Те имат една дъщеря:
- Доротея Схоластика фон Зекендорф Абердар (* 22 декември 1660; † февруари 1661)

Кристоф Зигмунд фон Зекендорф се жени трети път на 23 ноември 1667 г. за Барбара Доротея Сибила фон Ешау (* 2 септември 1639, Вертхайм; † 3 август 1701, Зугенхайм). Те имат 11 деца, от които само четири порастват:
- Йохан Волфганг фон Зекендорф Абердар (* 5 юли 1668, Зугенхайм; † 13 февруари 1724), женен за Якобея фон Молзберг (* 10 май 1668; † 30 август 1737); имат седем деца
- Георг Лудвиг фон Зекендорф Абердар (* 9 ноември 1669; † 5 юни 1699)
- Филип Албрехт фон Зекендорф (* 8 юли 1671; † 9 септември 1731), женен за Урсула Мария фон Молсберг (* 15 октомври 1664; † 15 април 1702); имат осем деца
- Фридерика Изабела фон Зекендорф Абердар (* 8 август 1672; † 5 май 1727, Алтенбург), омъжена за Улрих Лудвиг Цорн фон Плобсхайм († 14 юни 1729)
- Мария Катарина фон Зекендорф Абердар (*/† 22 октомври 1673)
- Луиза Юлиана фон Зекендорф Абердар (* юни 1675; † септември 1678)
- Райнхард Фридрих фон Зекендорф Абердар (* 5 юли 1676; † 5 юли 1676)
- Кристоф Фридрих фон Зекендорф (* 31 май 1679; † 6 януари 1759)
- Волф Зигемунд фон Зекендорф Абердар (*/† 11 октомври 1680)
- Анна Катарина фон Зекендорф Абердар (*/† 30 януари 1682)
- Магдалена Луза фон Зекендорф Абердар (* 29 октомври 1683; † сл. 15 януари 1710), омъжена за Филип Адам фон Молсберг († сл. 15 януари 1710)